# Б-261 «Новороссийск»
Б-261 «Новороссийск» — российская дизель-электрическая подводная лодка проекта 636.3 «Варшавянка», входящая в состав 4-й отдельной бригады подводных лодок Черноморского флота ВМФ России, головной корабль проекта 636.3, назван в честь российского города Новороссийска.

## История строительства
Лодка была заложена 20 августа 2010 года на заводе «Адмиралтейские Верфи» в Санкт-Петербурге под строительным номером 01670. 28 ноября 2013 года лодка была спущена на воду. 28 июля 2014 года лодка вышла на государственные испытания.
21 августа 2014 года в Санкт-Петербурге подписан акт приёмки-передачи головной дизель-электрической подводной лодки «Новороссийск» между «Адмиралтейскими верфями» и ВМФ России.
22 августа 2014 года на Б-261 «Новороссийск» поднят Андреевский флаг, и лодка принята в боевой состав флота. До того как отправится к месту базирования на ЧФ, прошла испытания на глубоководных полигонах СФ.

## Служба
По состоянию на 5 ноября 2014 года подводная лодка пришла в Полярный для проведения испытаний главного калибра на глубоководных полигонах Северного флота.
10 августа 2015 года подводная лодка вышла из Полярного Северного флота Кольской флотилии разнородных сил в Новороссийскую ВМБ. 26 августа проследовала Гибралтарским проливом и вошла в акваторию Средиземного моря. Во второй половине сентября планируется её прибытие в военную гавань Новороссийска.
16 сентября 2015 года подводная лодка миновала проливы Дарданеллы и Босфор и вошла в Чёрное море. Она совершила межфлотский переход с Севера, где проводились её испытания после постройки.
В сентябре 2015 года подлодка принимала участие в учениях противолодочных сил Черноморского флота.
21 сентября 2015 года подлодка прибыла к постоянному месту базирования на Черноморский флот, на Новороссийскую военно-морскую базу, пройдя 6500 морских миль из Баренцева моря в Чёрное.
28 сентября 2015 года подлодка зашла в Севастопольскую ВМБ.
9 сентября 2016 года подлодка принимала участие в стратегических командно-штабных учениях Кавказ-2016, в ходе проведения которых был выполнен пуск крылатой ракеты.
В начале октября 2017 года подлодка в качестве условного противника принимала участие в
отработке плановых мероприятий боевой подготовки корабельной поисковой ударной группы (КПУГ) в составе малых противолодочных кораблей (МПК) «Суздалец» и «Муромец» по поиску и уничтожению подводной лодки условного противника в назначенном полигоне боевой подготовки.
В начале октября 2017 года совместно с однотипной подлодкой Б-237 «Ростов-на-Дону» принимает участие в проходящих в морских полигонах Чёрного моря учениях в ходе которых впервые из подводного положения по наземной и надводной целям были выполнены пуски двух практических ракет «Калибр-ПЛ»
. По итогам 2017 года экипажу подлодки присвоено почётное наименование «ударный».

## Ремонт
После межфлотского перехода в сентябре 2015 года была поставлена на сервисное обслуживание в филиал ЦС «Звёздочка», в конце ноября 2015 года лодка покинула завод.
В декабре 2019 года встала на плановый текущий ремонт на судоремонтном предприятии Северо-Запада России. Ремонт завершён осенью 2020 года.

## Командиры
- 2013—2019: капитан 2 ранга Константин Табачный[23]
- 2019-2021 капитан 2 ранга Михаил Котовский[24].
- 2021-нв капитан 3 ранга Светлов Игорь Михайлович.